# خوان فرنانديز (كرة سلة)
خوان فرنانديز (بالإسبانية: Juan Manuel Fernández) مواليد 22 يوليو 1990 في قرطبة، الأرجنتين، هو لاعب كرة سلة محترف أرجنتيني بدأ مسيرته الاحترافية في سنة 2012 يلعب في ليغا باسكيت الدرجة الأولى كلاعب هجوم خلفي ويحمل الرقم 4. يبلغ طوله 6 قدم 4 بوصة (1.9 م).

## فرق لعب لها
- دينامو باسكت ساساري
- أوبراس سانيتارياس

## روابط خارجية
- خوان فرنانديز على موقع الاتحاد الدولي لكرة السلة (الإنجليزية)
- خوان فرنانديز على موقع كرة السلة الأوروبية.كوم (الإنجليزية)
- خوان فرنانديز على موقع كلية كرة السلة في سبورتس رفرنس.كوم (الإنجليزية)
- خوان فرنانديز على موقع ريلجم (الإنجليزية)
- خوان فرنانديز على موقع بروبوليرز (الإنجليزية)
- خوان فرنانديز على موقع سبورتس رفرنس (الإنجليزية)